# Place Vauban
La place Vauban est une place du 7e arrondissement de Paris.

## Situation et accès
La place Vauban est située immédiatement à l’arrière (au sud) de l’hôtel des Invalides, au début des avenues de Villars, de Ségur et de Breteuil, à l'intersection de celles-ci avec l'avenue de Tourville.
Elle se trouve à proximité des stations de métro Saint-François-Xavier (ligne 13) et École Militaire (ligne 8).

## Origine du nom

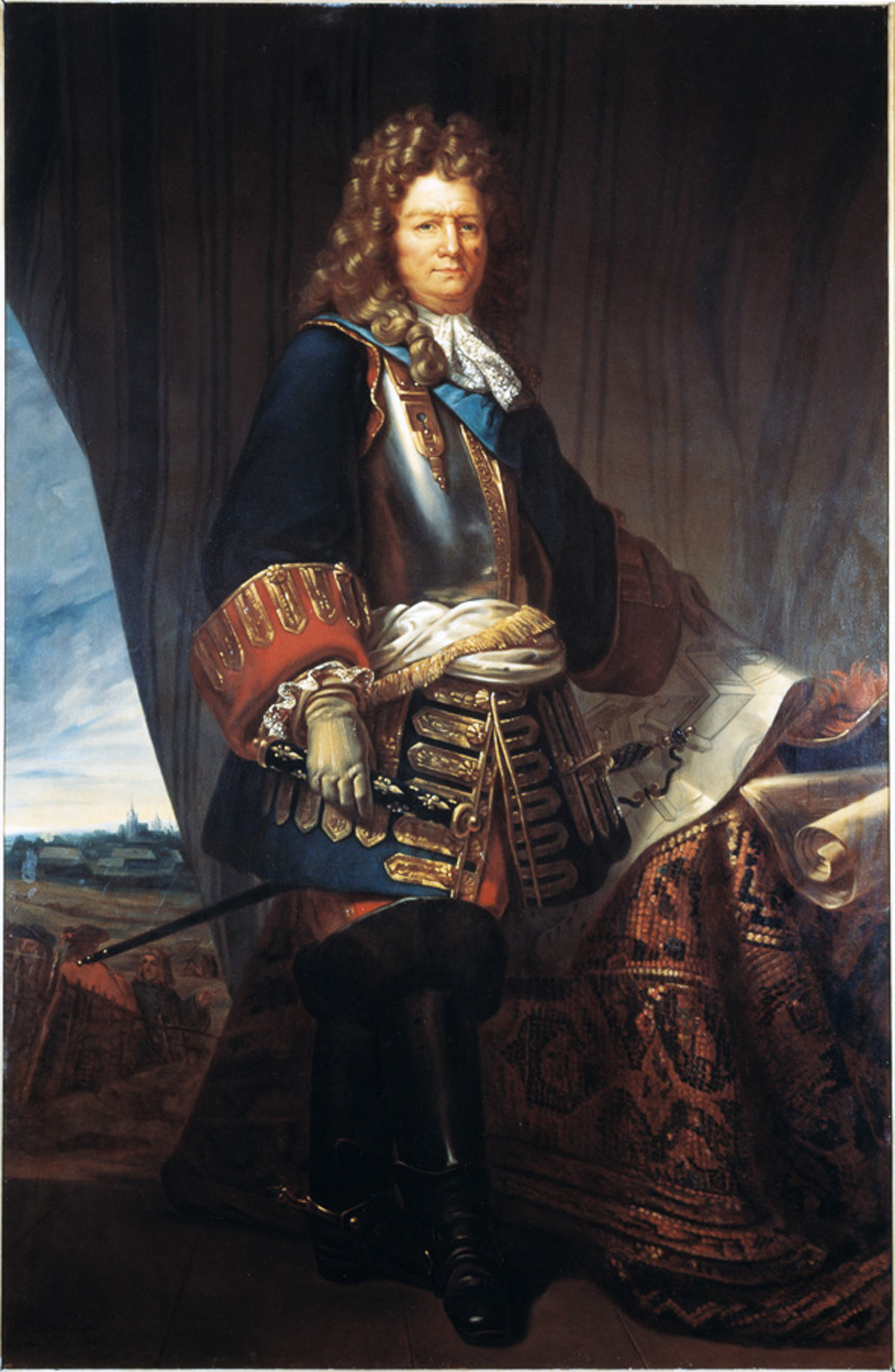
Vauban.

La place Vauban porte le nom de Sébastien Le Prestre de Vauban (1633-1707), ingénieur et maréchal de France, dont le cœur est conservé à l'hôtel des Invalides, attenant à la place.

## Historique
Tracée en 1780, la partie de la place correspondant à la largeur de l'avenue de Tourville est cédée par l'État à la ville de Paris en vertu de la loi du 19 mars 1838. Le surplus est finalement cédé à son tour aux termes de la loi du 4 juin 1853.
Le 1er avril 1918, durant la Première Guerre mondiale, un obus lancé par la Grosse Bertha explose place Vauban.

## Bâtiments remarquables et lieux de mémoire
- Hôtel des Invalides.
- La place accueille des statues des maréchaux Marie Émile Fayolle et Joseph Gallieni.
- No 11 : Simone et Antoine Veil ont longtemps habité un appartement situé au deuxième étage du 11, place Vauban. C'est dans cet appartement que Simone Veil s'est éteinte au matin du 30 juin 2017[4].
- No 15 : une plaque commémorative rend hommage à l'écrivain Antoine de Saint-Exupéry, qui y vécut de 1934 à 1940 (un monument lui est aussi consacré dans le square Pierre-de-Gaulle, situé non loin).

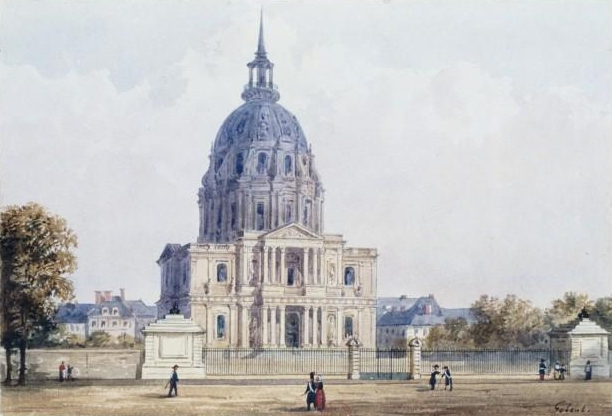
Aquarelle de Gaspard Gobaut (XIXe siècle).
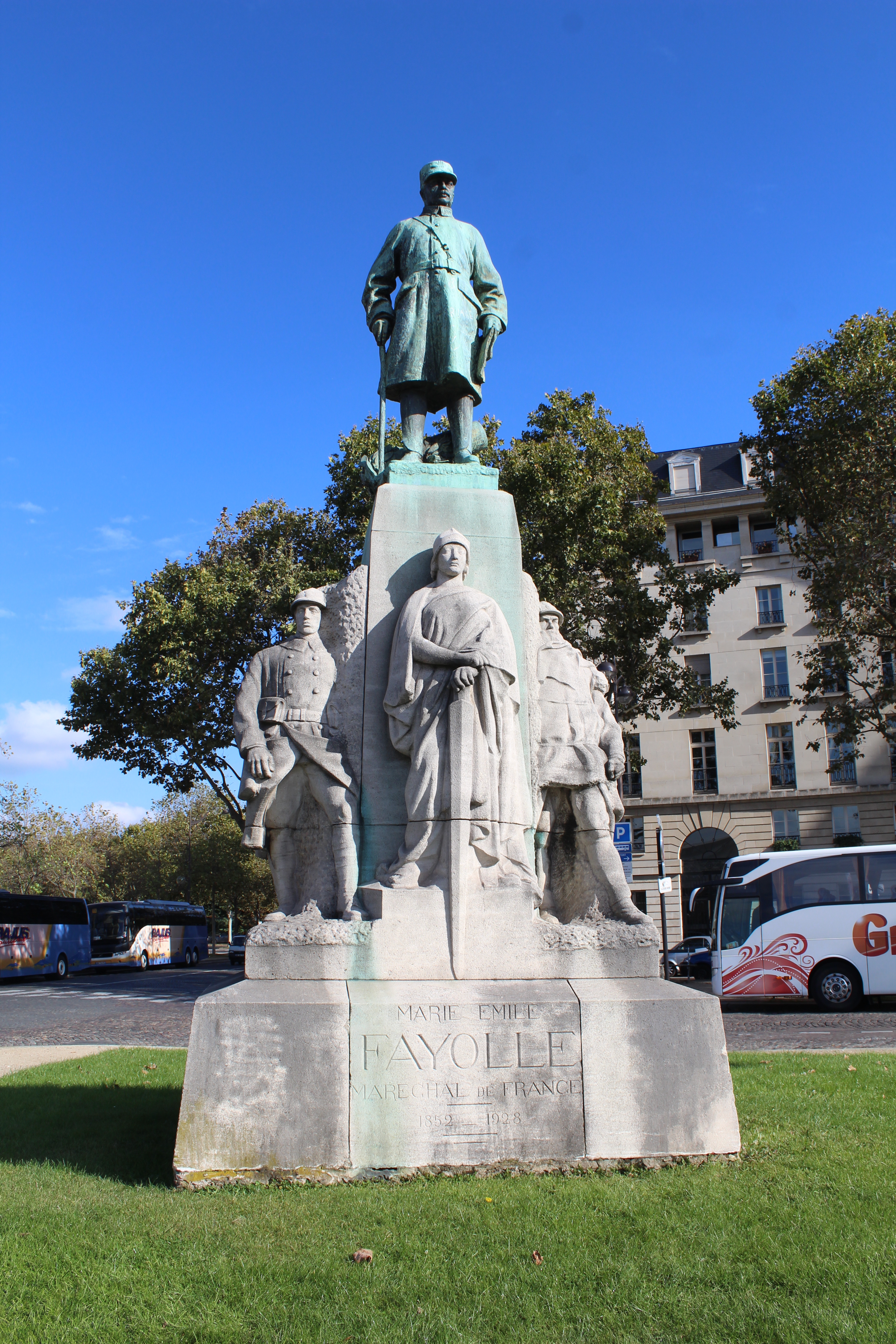
Statue du maréchal Marie Émile Fayolle.
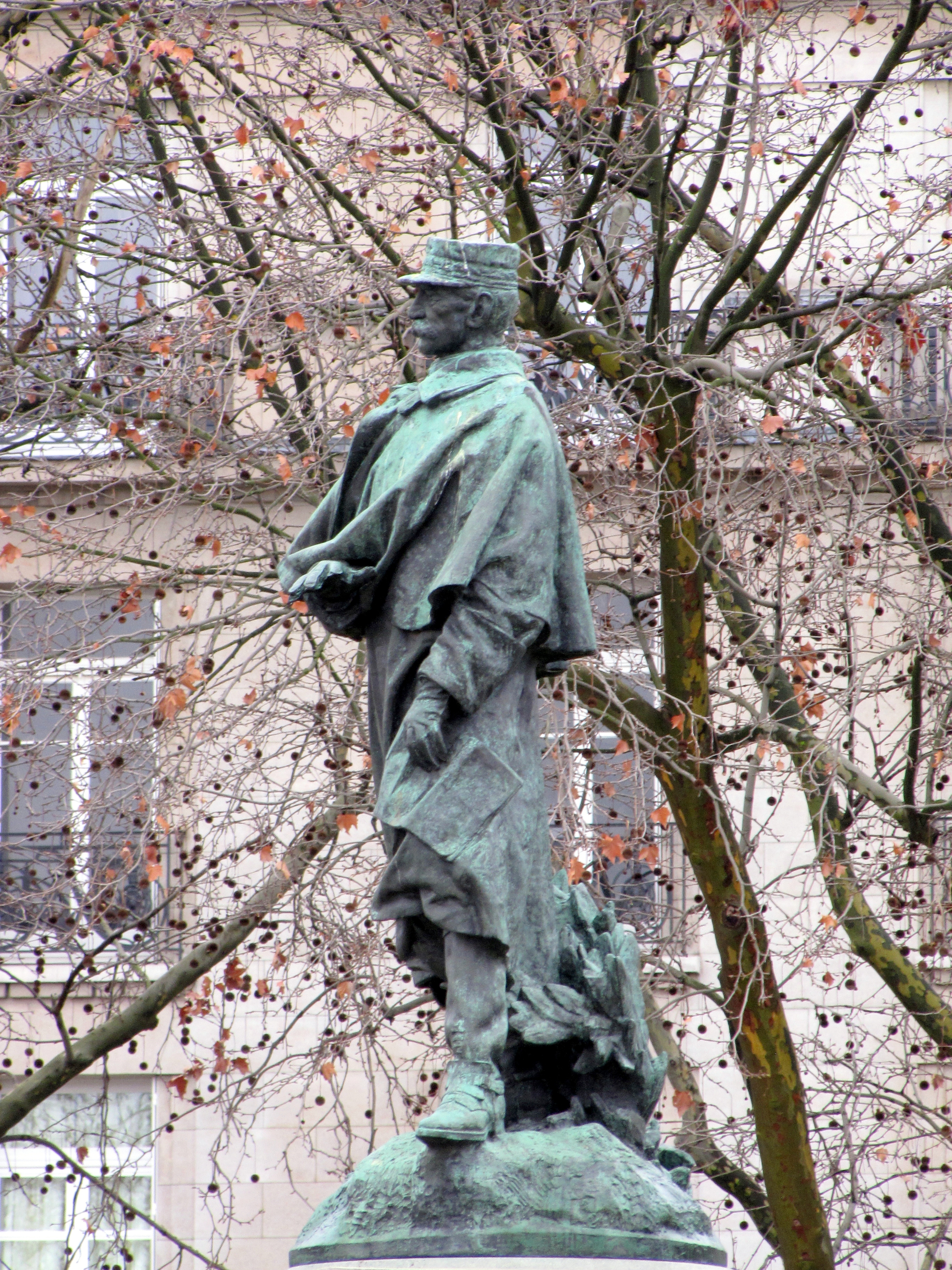
Statue du maréchal Joseph Gallieni (de côté).
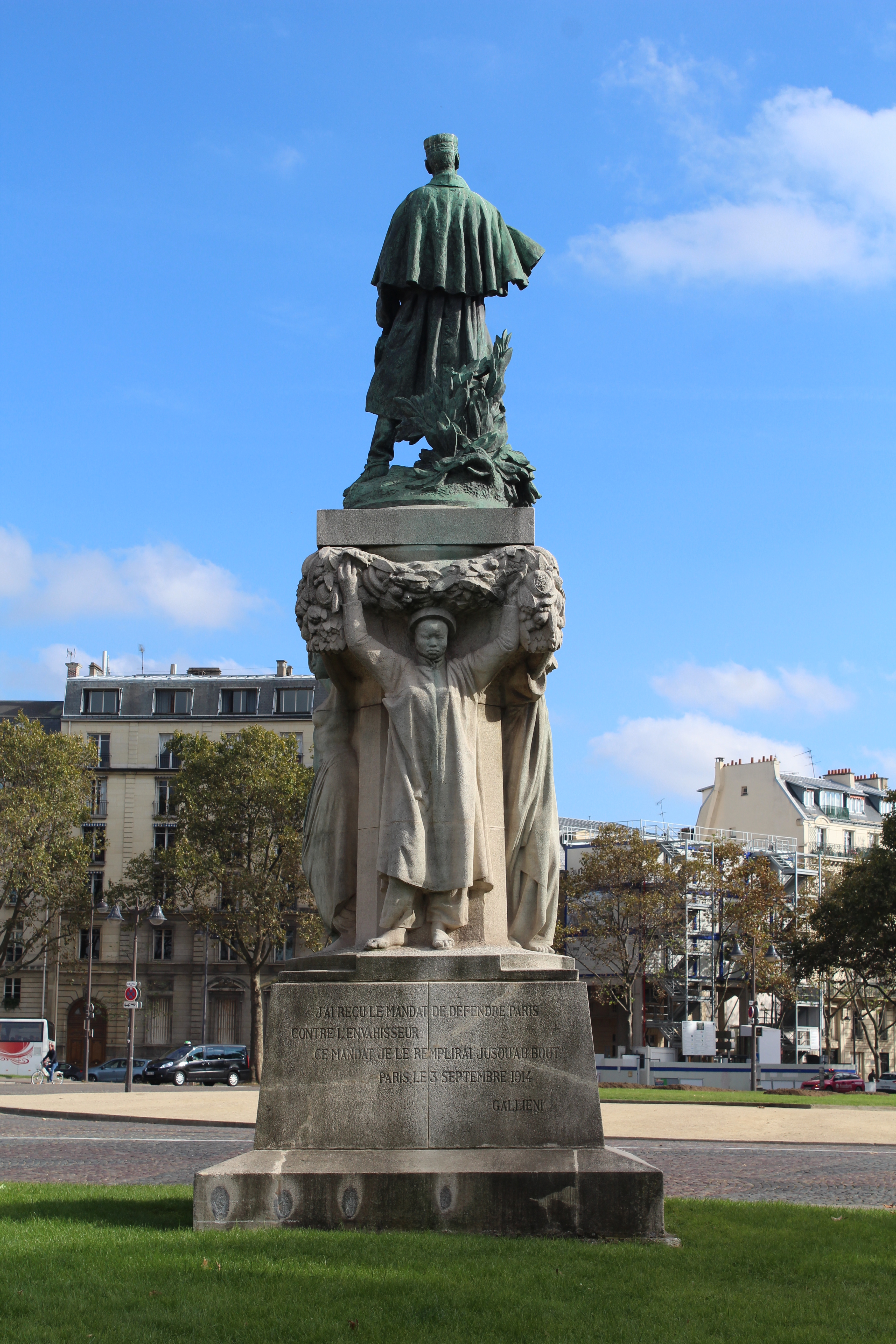
Statue de Joseph Gallieni (de dos).
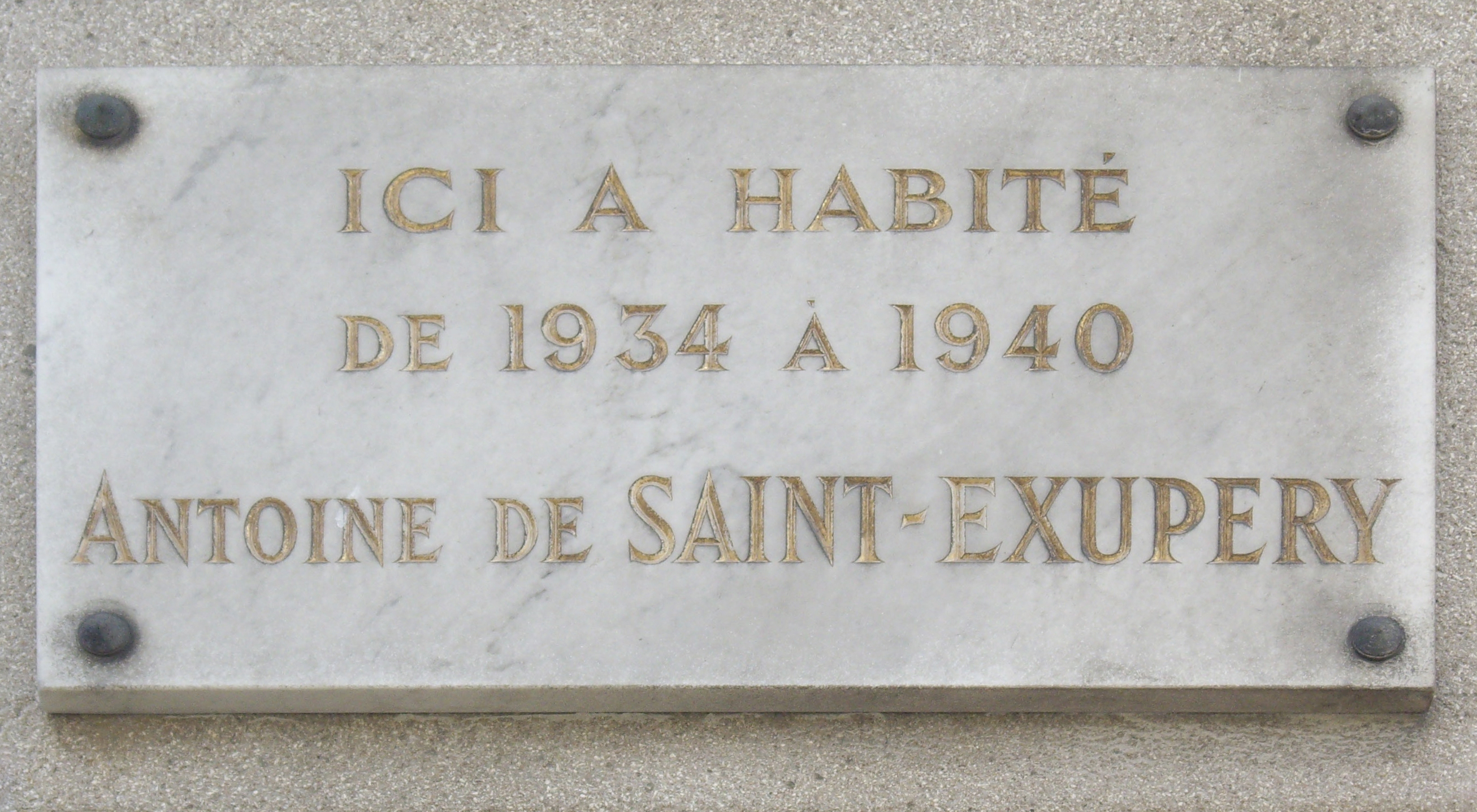
Plaque au no 15, en hommage à Antoine de Saint-Exupéry.
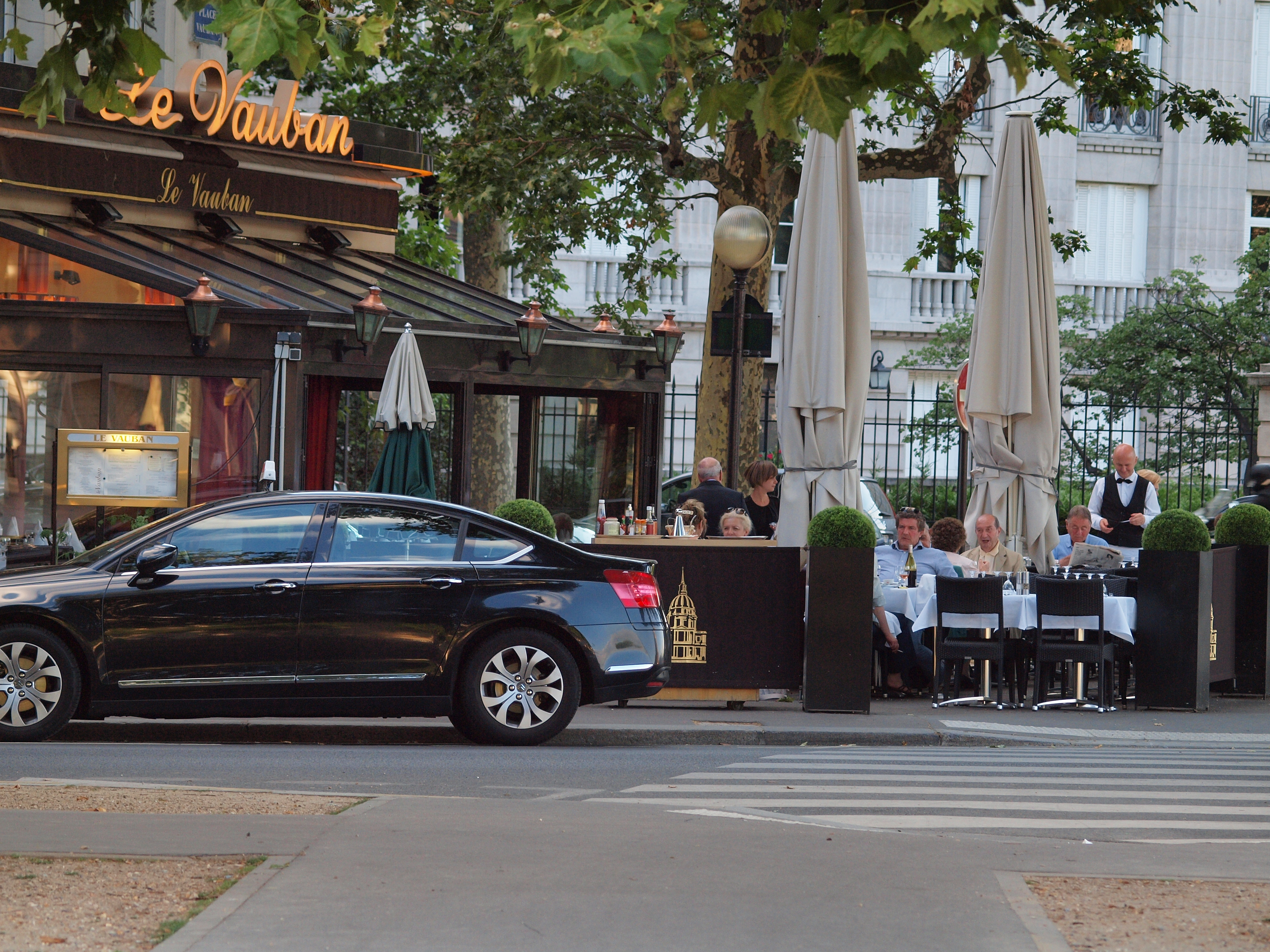
Restaurant Le Vauban.
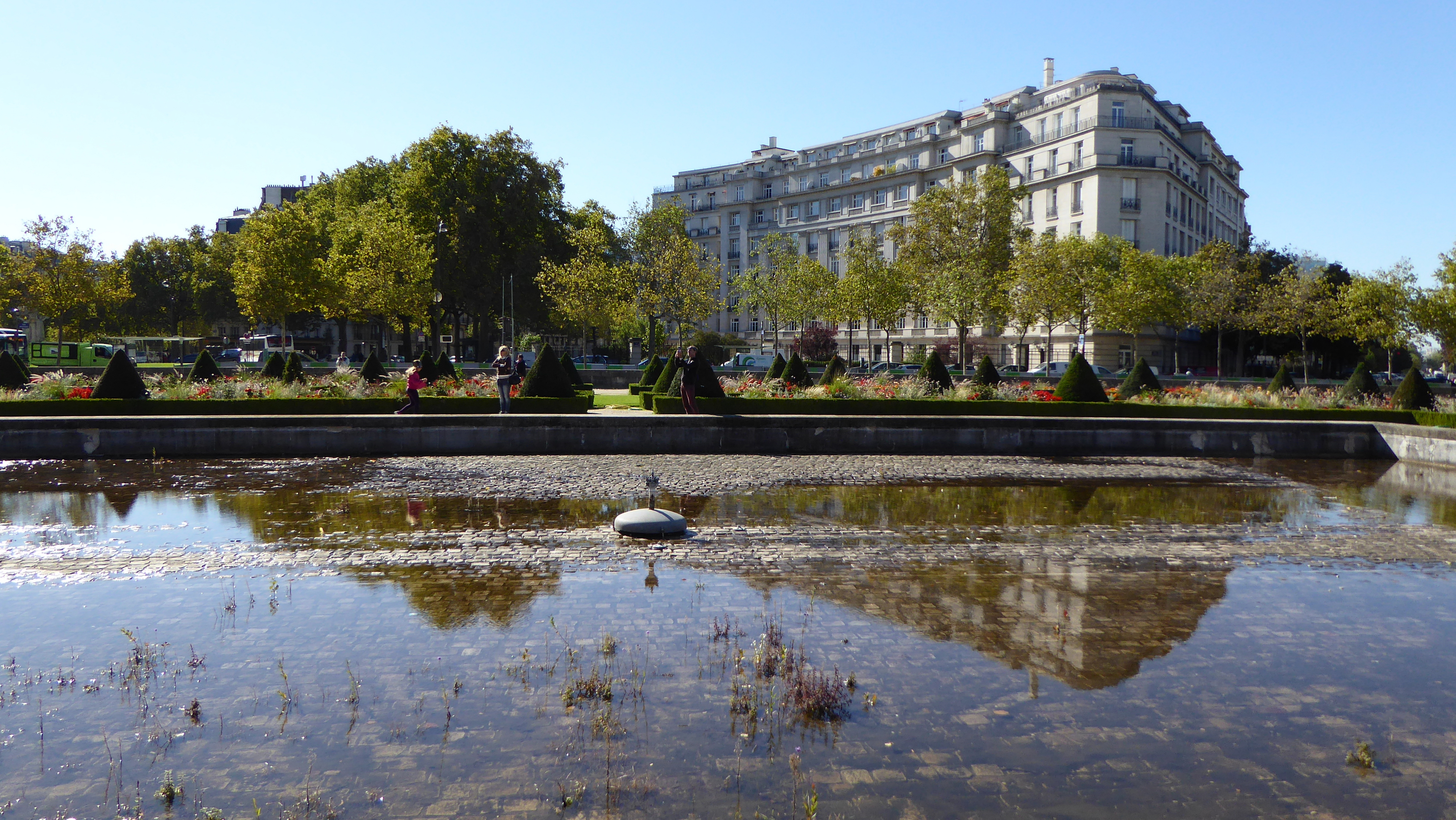
Vue des Invalides.